# Ctenothrissa
Ctenothrissa è un genere estinto di pesci ossei, appartenente ai teleostei. Visse nel Cretaceo superiore (Cenomaniano - Turoniano, circa 95 - 85 milioni di anni fa) e i suoi resti fossili sono stati ritrovati in Europa e in Libano.

## Descrizione
Questo pesce era fornito di un corpo compatto, piuttosto corto (non superava i 15 centimetri di lunghezza), e di una testa sviluppata ma dal muso corto. La caratteristica più saliente di Ctenothrissa era data dal notevole allungamento delle pinne dorsale, anale e (soprattutto) pelviche. Erano presenti caratteristiche primitive, come la presenza di otto raggi nelle pinne pelviche e l'assenza di spine nelle pinne. Le pinne pettorali erano piccole e poste al livello della regione delle spalle. La mascella era robusta e arcuata, dotata di due supramaxillae. La mandibola era leggermente prominente, e i denti erano minuscoli e di forma conica. Le squame erano dentellate, grandi e disposte in serie regolari; alcune scaglie ricoprivano zona delle guance e, in parte, gli opercoli. 

## Classificazione

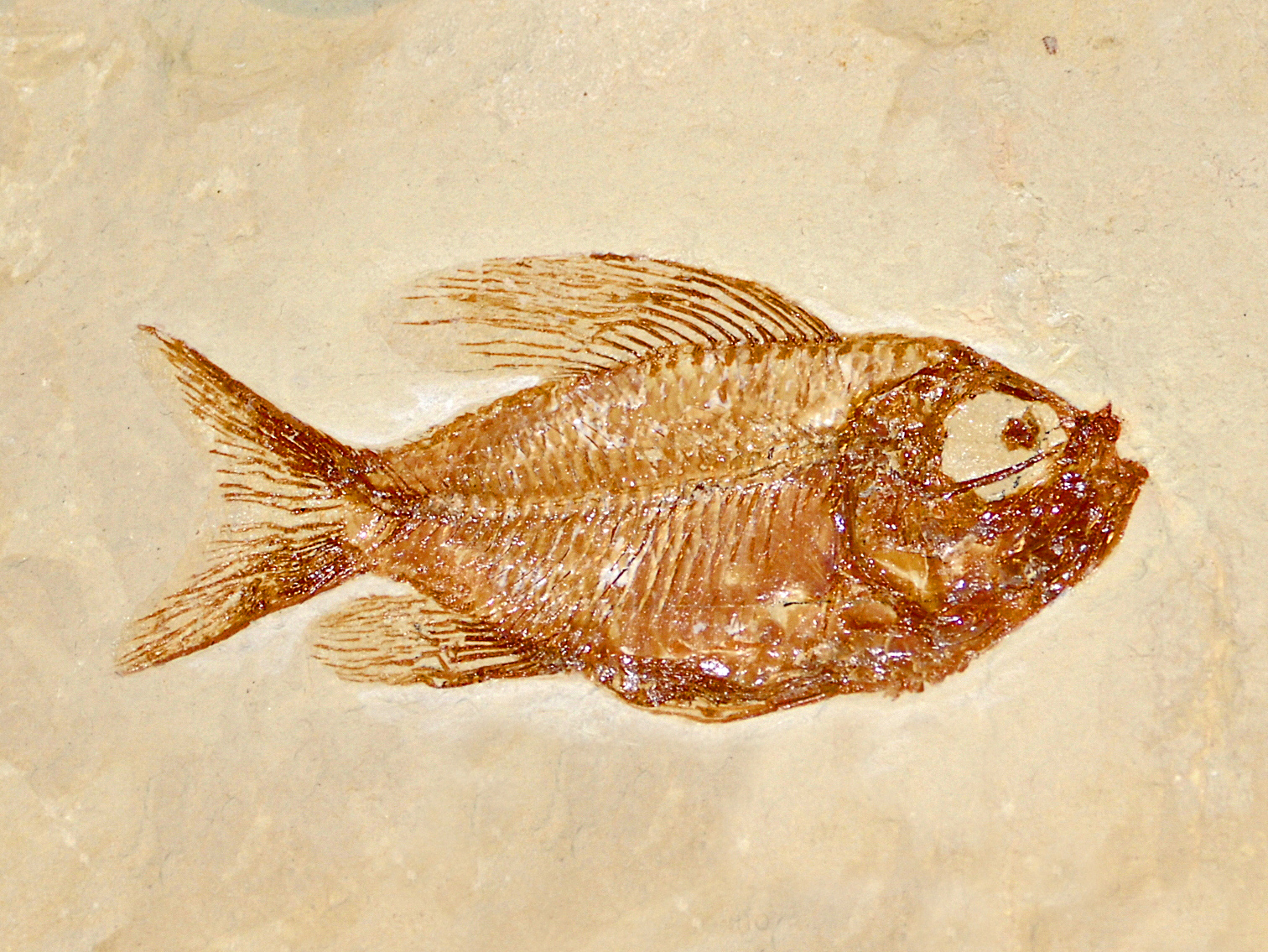
Fossile di Ctenothrissa vexillifer

I primi fossili di Ctenothrissa, rinvenuti in Inghilterra, vennero descritti da Louis Agassiz nel 1839; lo studioso li attribuì a nuove specie del genere attuale Beryx (B. microcephalus, B. radians). Un'altra specie proveniente dal Libano venne descritta da Pictet nel 1850, e venne ugualmente considerata membro del genere Beryx  (B. vexillifer). Solo nel 1899 A. S. Woodward riconobbe sufficienti differenze da poter istituire un nuovo genere, Ctenothrissa appunto, chiaramente differente dai bericidi sulla base di caratteristiche delle mascelle, della colonna vertebrale e delle pinne. Altre specie appartenenti a Ctenothrissa, sempre provenienti dal Libano, sono C. signifer (la più grande del genere), C. protodorsalis e C. enigmatica.
Ctenothrissa è il genere eponimo degli Ctenothrissiformes, un gruppo (forse parafiletico) di pesci ossei vicini all'origine dei mictofiformi e agli acantomorfi (paracantotterigi e acantotterigi).